# Жолудівка
Жолудівка (Жолонь Ситівка) — колишнє село в Україні. Розташоване в Овруцькому районі Житомирської області.

## Географія
Колишнім село протікає річка Жолонька.

## Історія
У 1906 році в селі мешкало 622 особи, налічувалось 89 дворових господарств.
Підпорядковувалось Переїздівській сільській раді. Виселено через радіоактивне забруднення внаслідок аварії на ЧАЕС. Населення в 1981 році — 80 осіб. Зняте з обліку 15 квітня 1995 року Житомирською обласною радою.
У 1960-х перейменоване — стара назва Жолонь Ситівка.